# Henry Hermansen
Henry Arne Hermansen (Lunner, 13 de abril de 1921-Oslo, 18 de enero de 1997) fue un deportista noruego que compitió en biatlón y esquí de fondo. Ganó dos medallas de bronce en el Campeonato Mundial de Biatlón, en los años 1959 y 1962.

## Palmarés internacional
| Campeonato Mundial | Campeonato Mundial      | Campeonato Mundial | Campeonato Mundial |
| Año                | Lugar                   | Medalla            | Prueba             |
| ------------------ | ----------------------- | ------------------ | ------------------ |
| 1959               | Courmayeur (Francia)    | Medalla de bronce  | Equipo             |
| 1962               | Hämeenlinna (Finlandia) | Medalla de bronce  | Equipo             |